# Phoradendron balslevii
Phoradendron balslevii är en sandelträdsväxtart som beskrevs av J. Kuijt. Phoradendron balslevii ingår i släktet Phoradendron och familjen sandelträdsväxter. Inga underarter finns listade i Catalogue of Life.